# George Bernard Shaw
George Bernard Shaw [džórdž- bêrnard- šó], irski dramatik in pisatelj, * 26. julij 1856, Dublin, Irska, † 2. november 1950, vas Ayot Saint Lawrence, grofija Hertfordshire, Anglija.
George Bernard Shaw je dobitnik Nobelove nagrade za književnost 1925, sprejel je čast, ni pa hotel denarja. Pred prvo svetovno vojno je pisal večinoma komedije, med njimi Pigmaliona (1913), po njej pa drame.